# Инсценацијa
Инсценација (лат. in – у + scaena сцена) је редитељска поставка, реализација неког позоришног комада на сцени; свеукупна сликарска опрема позоришног дела, усаглашена са основном редитељском замисли.
У ужем смислу то може бити:
1. позоришна опрема и кулисе које се користе за једну представу;
2. приређивање књижевног дела за приказивање на позорници, адаптација;
3. режисерово остварење позоришног дела на сцени, (сценска поставка) и
4. фигуративно, то је приређивање догађаја, сцене да би неко био доведен у заблуду.[2]